# Autarkia
Az autarkia az önellátás, a gazdasági elszigetelődés politikája, amelynek során egy ország nem tart fenn kereskedelmi kapcsolatokat a külvilággal. Szorosan összefügg az izolacionizmus politikájával.

## Etimológia
Az „autarkia” kifejezés „önellátást” jelent, és a görög αὐτάρκεια szóból származik (αὐτο – „önmaga”, és ἀρκέω – „igazgatás”).
Esetenként összetévesztik αὐταρχία kifejezéssel, ami az abszolút önkormányzást jelenti, bár magyarul mindkettőt autarkiának (utóbbit esetleg autarkhiának) írják.

## Biológia
Biológiai értelemben egy autarkiát nem befolyásolnak külső behatások, és egészében a saját erőforrásaira támaszkodik.

## Közgazdaság
A közgazdaságtanban az autarkia a nyitott gazdaság ellentéteként ismeretes, zárt gazdaságnak is nevezik. A gazdaság nyitottságát a bruttó hazai termék (GDP) és az import értékének hányadosával vizsgálják. Az autarkikus gazdálkodás előnye, hogy a belgazdaság kevésbé függ a külpiaci eseményektől, bár egy későbbi piacnyitás során ez jelentős versenyhátrányt is magával hozhat, ugyanis az ilyen gazdaságokban mindvégig fennáll a nyitás bekövetkezésének igénye.

## Politika

### 21. század
A mai világban gazdasági autarkiákat csak nagyon ritkán lehet találni. A legmegfelelőbb példa talán Észak-Korea lehetne, ahol az önellátás része a kormány ideológiai programjának (dzsucse). Ennek ellenére Észak-Korea egy kis mértékben folytat külkereskedelmet, például Kínával és Japánnal. Az ország 2005 elején bejelentett nukleárisfegyver-programjához szükséges technológiát és alkatrészeket is nagy valószínűséggel külföldről, egyes források szerint Pakisztánból szerezte be. 
Másik modern példa Szíria de facto autonóm Rodzsava  nevű északi régiója, amely a nemzetközi kereskedelemtől nagyrészt elzárva, számos ellenséggel szembenézve és a kommunalizmuson alapuló társadalomra törekvően a gazdasági önellátásra helyezi a hangsúlyt.
A 2022-es orosz-ukrán háború nyomán bevezetett nyugati szankciók és büntető intézkedések nyomán, egy elhúzódó háború esetén Oroszországnak jeleznek egyes szakértők autarkiát.

### 20. század
A 20. század során a fasiszta Olaszország kényszerült autarkiára, miután a Népszövetség embargót hirdetett ellene. Adolf Hitler második világháborús agressziója mögött is autarkikus célok rejlettek. Lengyelországot azért rohanta le, hogy országán belülről elégíthesse ki a náci Németország elsődleges importjának számító élelmiszer-utánpótlást. Hitler hírhedt Hossbach-protokolljának első fejezetcíme is az önellátás volt.